# Thomas James
Thomas James (1593-1635) fue un capitán de navío inglés, destacado como un notable navegante y explorador, que se propuso descubrir el Paso del Noroeste, el paso a oriente por mar en la parte superior de América del Norte.

## Biografía

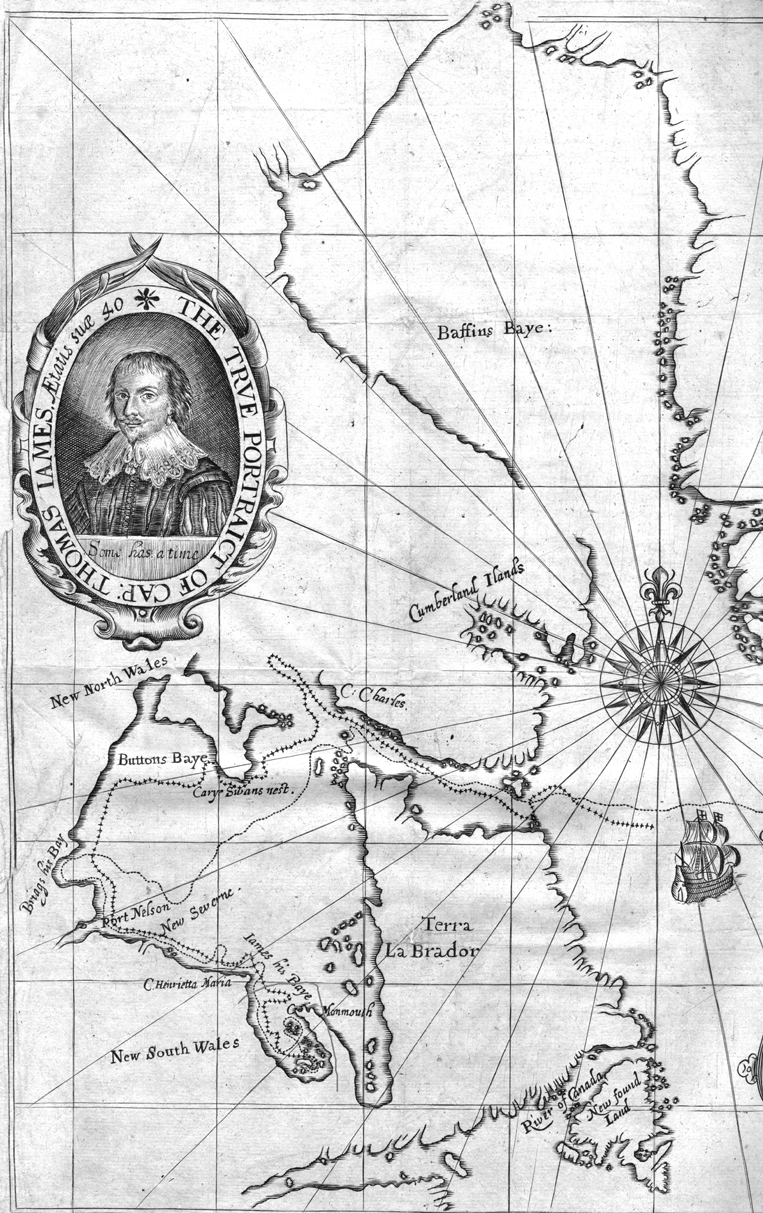
mapa de la expedición de Thomas James.

El capitán James partió en 1631 de Bristol para una travesía de dos años con un solo buque, el Henrietta Maria. James exploró la Bahía de Hudson, en especial la parte meridional de la bahía que ahora lleva su nombre (bahía James), tras haber sido atrapado por el hielo el 1 de septiembre de 1631. Paso el invierno en la isla Charlton (perteneciente hoy día al territorio de Nunavut), antes de continuar su viaje en el océano Ártico en el verano de 1632. 
Las desgarradoras experiencias de James durante el viaje, en el que en varias ocasiones estuvo a punto perecer en el hielo del  Ártico, fueron publicadas en 1633 a su regreso, The Strange and Dangerous Voyage of Captaine Thomas James [El extraño y peligroso viaje del capitán Thomas James].
Algunos críticos han opinado que el poema de Samuel Taylor Coleridge The Rime of the Ancient Mariner se inspiró en las experiencias de James en el Ártico.